# Varma fervens
Varma fervens är en insektsart som först beskrevs av Walker 1857.  Varma fervens ingår i släktet Varma och familjen Tropiduchidae. Inga underarter finns listade i Catalogue of Life.